# Воллун-Лейк (Мічиган)
Воллун-Лейк (англ. Walloon Lake) — переписна місцевість (CDP) в США, в окрузі Шарлевуа штату Мічиган. Населення — 271 особа (2020).

## Географія
Воллун-Лейк розташований за координатами 45°16′19″ пн. ш. 84°56′28″ зх. д. / 45.27194° пн. ш. 84.94111° зх. д. (45.271866, -84.941181).  За даними Бюро перепису населення США в 2010 році переписна місцевість мала площу 3,51 км², уся площа — суходіл.

## Демографія
Згідно з переписом 2010 року, у переписній місцевості мешкало 290 осіб у 130 домогосподарствах у складі 83 родин. Густота населення становила 83 особи/км².  Було 270 помешкань (77/км²).
Расовий склад населення:
| - 96,2 % — білих - 1,7 % — азіатів - 0,3 % — вихідців з тихоокеанських островів |

До двох чи більше рас належало 1,7 %. Частка іспаномовних становила 1,4 % від усіх жителів.
За віковим діапазоном населення розподілялося таким чином: 17,6 % — особи молодші 18 років, 61,4 % — особи у віці 18—64 років, 21,0 % — особи у віці 65 років та старші. Медіана віку мешканця становила 51,8 року. На 100 осіб жіночої статі у переписній місцевості припадало 105,7 чоловіків;  на 100 жінок у віці від 18 років та старших — 106,0 чоловіків також старших 18 років.
Середній дохід на одне домашнє господарство  становив 84 032 долари США (медіана — 62 212), а середній дохід на одну сім'ю — 102 536 доларів (медіана — 71 765). За межею бідності перебувало 2,1 % осіб, у тому числі 0,0 % дітей у віці до 18 років та 5,6 % осіб у віці 65 років та старших.
Цивільне працевлаштоване населення становило 220 осіб. Основні галузі зайнятості: освіта, охорона здоров'я та соціальна допомога — 24,1 %, виробництво — 23,6 %, роздрібна торгівля — 14,1 %, мистецтво, розваги та відпочинок — 11,8 %.